# Zarządzanie sytuacją kryzysową
Zarządzanie sytuacją kryzysową (ang. crisis management, CM) – dotyczy zarówno opanowania i wyjścia z sytuacji kryzysowej, jak i przygotowania się na ewentualność jej zaistnienia.
Rozważanie potencjalnych sytuacji kryzysowych zwykle pozwala im zapobiec lub przynajmniej ograniczyć ich niekorzystne skutki. W zarządzaniu sytuacją kryzysową chodzi o profesjonalne kierowanie strumieniami informacji oraz o ochronę podstawowych wartości jakimi są wiarygodność i dobra reputacja. Jest to sfera zadaniowa public relations związana z wykorzystywaniem narzędzi do rozwiązywania sytuacji trudnych pod względem wizerunkowym.
Kryzysem nazywa się poważną, gwałtowną, niekorzystną zmianę o przełomowym znaczeniu. Sytuacja kryzysowa może powstać wskutek działania sił przyrody, żywiołów, coraz częściej jest też efektem działalności człowieka – lub jej zaniechania. W szczególności chodzi również o kryzysy gospodarcze i polityczne.
Kluczowym momentem jest wczesne rozpoznanie zaistnienia sytuacji kryzysowej. Następnie należy postawić diagnozę, polegającą na znalezieniu odpowiedzi na pytania:
- na czym polega sytuacja kryzysowa?
- kiedy kryzys się rozpoczął?
- z jakich przyczyn powstała sytuacja kryzysowa?
- kogo kryzys dotyka?
- czy sytuacja kryzysowa nie jest następstwem innej sytuacji kryzysowej?
- czy nie wywoła następnej sytuacji kryzysowej? (efekt domina, „lawina” zdarzeń).

Działania, jakie należy podjąć, to:
- powołanie zespołu antykryzysowego
- ustanowienie łączności i sposobów informowania (w tym opinii publicznej)
- ograniczenie zasięgu
- likwidacja zagrożenia
- przywrócenie normalnego funkcjonowania
- długofalowa likwidacja skutków kryzysu
- wnioski na przyszłość.

Linearne modele zarządzania w sytuacji kryzysowej oparte na cyklu życia przyjmują, że wydarzenia problemowe lub kryzysowe zachodzą pojedynczo w określonych sekwencjach. Tymczasem w rzeczywistości wiele wydarzeń tego typu zachodzi w zbliżonym czasie, znajdując się w jednak danym momencie w różnych fazach swojego rozwoju. 
Komponenty wielofazowego modelu zarządzania problemami i w sytuacji kryzysowej, choć przypominają swoim układem budowę modeli linearnych i obejmują obszar: zarządzania przed wystąpieniem sytuacji kryzysowej (problemowe), w trakcie i po zakończeniu sytuacji kryzysowej, ale nie powinny być traktowane jako kolejne kroki w działaniach antykryzysowych, ale jako klastry, które są ze sobą powiązane. Stanowią one element całości, ale ich funkcjonowanie jest niezależne i często odbywa się jednocześnie. W ramach subklastrów można wyróżnić:
- przygotowanie do sytuacji kryzysowej 
  - procesy planowania
  - systemy, procedury
  - szkolenia, symulacje
- zapobieganie sytuacjom kryzysowym 
  - wczesne ostrzeganie
  - zarządzanie problemem i ryzykiem
  - identyfikowanie, definiowanie i eliminowanie potencjalnych starterów sytuacji kryzysowej

- zarządzanie w kryzysie
  - rozpoznanie kryzysu
  - aktywacja systemu / odpowiedź
  - zarządzanie kryzysem w jego trakcie
- zarządzanie pokryzysowe
  - poprawa, wznowienie działalności
  - pojawienie się efektów pokryzysowych
  - modyfikacja, ewaluacja